# زیبارنگ‌ها

قیافه یک زیبا رنگ

زیبارنگ‌ها (نام علمی: Callichroma) نام یک سرده از زیرخانواده شاخک‌درازیان است.